# 土居寛之
土居 寛之（どい ひろゆき、1913年12月17日 - 1990年8月6日）は、日本のフランス文学者。

## 略歴
大分県杵築出身、東京生まれ。
1939年東京帝国大学仏文科卒。
1944年外務省嘱託、1950年埼玉大学助教授、1963年東京大学教養学部教授、1967年東洋大学教授、1970年福岡大学教授、1985年退任。 
サント＝ブーヴ、アミエルなどを研究し、東大仏文科で立花隆にアミエルを教え、立花が「四十近くまで童貞なんてことがあるもんでしょうか」と問うと、「そりゃ、ありますよ」と答えたという。
父は杵築町長を務めた土居寛申（どい ひろみ、1882 - 1965）。

## 著書
- 『サント・ブーヴ』（世界評論社） 1948
- 『漸進的初級フランス語読本』（芸林書房） 1969
- 『基礎フランス語研究』（朝日出版社） 1970
- 『つかいやすいフランス語動詞活用表』（朝日出版社） 1977

### 共編著
- 『フランス文学辞典』（山田爵, 平岡篤頼共編、言潮社） 1963
- 『初歩のフランス語要覧』（坪井一, 中島昭和共著、朝日出版社） 1967
- 『基本フランス語文法』（田島宏、昇龍堂出版） 1968
- 『入門フランス語文法』（加納晃、芸林書房） 1969

## 翻訳
- 『仏蘭西モラリスト』（フォルテュナ・ストロフスキー、森有正共訳、弘文堂、世界文庫） 1942
  - 『フランスの智恵』（ストロウスキー、森有正共訳、岩波書店、岩波現代叢書） 1951
- 『アミエルの日記抄 人生と芸術について』（創藝社、人生論叢書） 1948
  - 『人生について　日記抄』（白水社） 1964、新装復刊1997
  - 『アミエルの日記』上下（創藝社） 1950、角川文庫 1951
- 『ロックの娘の死』（モオパッサン、創芸社、モオパッサン全集21） 1951
- 『月曜閑談抄』（サント・ブーヴ、河出書房、世界大思想全集） 1953
  - 『月曜閑談』（サント・ブーヴ、冨山房百科文庫） 1978
- 『告発された人間 マルロー・サルトル・カミュ・サン-テックス』（P・H・シモン、紀伊国屋書店） 1958
- 『告白』全3巻（ルソー、角川文庫） 1961 - 1967
- 『少年船長の冒険』（ジュール・ヴェルヌ、荒川浩充共訳、角川文庫） 1981

## 脚註
1. ↑  立花『脳を鍛える 東大講義「人間の現在」』（新潮文庫
2. ↑  「土居寛之先生のこと」外川継男『サビタの花』